# طارق عبد الواحد
طارق عبد الواحد (بالفرنسية: Tariq Abdul-Wahad)‏ مواليد 3 نوفمبر 1974 في ميزون ألفور، فال دو مارن، فرنسا، هو لاعب كرة سلة فرنسي سابق أصبح مدرباً بدأ مسيرته الاحترافية في سنة 1997 وحمل الرقم 9. يبلغ طوله 6 قدم 6 بوصة (2.0 م). اعتزل اللعب في 2003.

## فرق لعب لها
- سكرامنتو كينغز
- أورلاندو ماجيك
- دنفر ناغتس
- دالاس مافيريكس

## روابط خارجية
- طارق عبد الواحد على موقع الاتحاد الدولي لكرة السلة (الإنجليزية)
- طارق عبد الواحد على موقع إن بي أي (الإنجليزية)
- طارق عبد الواحد على موقع سبورتس رفرنس (الإنجليزية)
- طارق عبد الواحد على موقع كرة السلة الأوروبية.كوم (الإنجليزية)
- طارق عبد الواحد على موقع كلية كرة السلة في سبورتس رفرنس.كوم (الإنجليزية)
- طارق عبد الواحد على موقع ريلجم (الإنجليزية)
- طارق عبد الواحد على موقع بروبوليرز (الإنجليزية)